# 另类嘻哈
另类嘻哈 (又被称作另类说唱) 是一种嘻哈音乐形式，对其定义众说纷纭。 Allmusic给出的定义如下:
说唱音乐有其固有形式，例如匪帮说唱、迈阿密贝斯、硬核说唱以及聚会说唱，而另类嘻哈则不遵从这些传统形式。其流派模糊——包含乡土爵士乐、流行音乐/摇滚乐、爵士乐、灵魂乐和雷鬼音乐。

另类嘻哈发源于1980年代晚期，在1990年代早期达到鼎盛。该音乐形式主要由东海岸的音乐团体引领，例如The Roots, De La Soul、Jungle Brothers以及A Tribe Called Quest，与当时诸如The Pharcyde和Jurassic 5的西海岸嘻哈形成互补。但是，音乐家们时常发现自己在与新出现并不断发展壮大的西海岸匪帮说唱乐竞争中挣扎。这种状况随着1990年代中期以武当帮乐团（Wu-Tang Clan）、纳斯和声名狼藉先生（The Notorious B.I.G.）为代表的东海岸硬核说唱乐的快速发展并成为主流而改变。随着这种发展趋势，许多另类嘻哈乐队或是解散，或是式微。但是在1990年代晚期到20世纪早期又出现了复苏迹象，部分是由于通过互联网传播音乐的大量运用。
斯蒂芬·罗迪克（Stephen Rodrick）将Arrested Development、Basehead和The Disposable Heroes of Hiphoprisy视为是另类嘻哈的代表。 Arrested Development与The Fugees是最初为数不多的几个被主流观众认可的说唱团体。20世纪90年代中期开始，像洛克斯名廠（Rawkus Records）、Rhymesayers、anticon.、Definitive Jux等厂牌通过包装Atmosphere乐团、Black Star乐团、Pharoahe Monch、Mos Def、Aesop Rock以及3OH!3等另类嘻哈音乐人，同样赢得了主流认可。
另类嘻哈以地下厂牌，独立厂牌为主，其中最著名的要数扔石头 （页面存档备份，存于）（Stones Throw）厂牌，其下有诸如Madlib，J.Dilla，MF DOOM等较为知名的艺人。